# Kózka ciemnoskrzydła
Kózka ciemnoskrzydła (Stauroderus scalaris) – euroazjatycki gatunek owada prostoskrzydłego z rodziny szarańczowatych (Acrididae). Na terenie Europy występuje głównie w górach.
Wyróżniono trzy podgatunki:
- S. s. demavendi Popov, 1951
- S. s. scalaris (Fischer von Waldheim, 1846)
- S. s. znojkoi (Miram, 1938)

W Polsce jest gatunkiem bardzo rzadkim, występującym lokalnie. Na Czerwonej Liście Zwierząt Ginących i Zagrożonych w Polsce klasyfikowany jest w kategorii VU (narażony).